# Amnokgang Sports Club
Amnokgang Sports Club lub Amrokgang (kor. 압록강체육단) – koreański klub piłkarski z Pjongjangu, stolicy KRLD.
Klub podlega Ministerstwu Bezpieczeństwa KRLD. Nazwa pochodzi od rzeki Amnok.

## Sukcesy
| \| \| Zdobyte trofea w rozgrywkach Korei Północnej (stan na: 2017 r.) \| |                                                                 |      |                  |
| Rozgrywki                                                                | Osiągnięcie                                                     | Razy | Sezon(y)         |
| Mistrzostwo                                                              | I miejsce                                                       | 3    | 2001, 2006, 2008 |
| Mistrzostwo                                                              | II miejsce                                                      |      | 2007             |
| Mistrzostwo                                                              | III miejsce                                                     |      | 2002, 2011, 2014 |
| Korea Północna                                                           | Zdobyte trofea w rozgrywkach Korei Północnej (stan na: 2017 r.) |      |                  |

- Zdobywca Pucharu Republiki: 2007 i 2008

## Zawodnicy
Reprezentanci kraju grający w klubie
- An Se Bok
- Pak Li Sup
- Kim Myŏng Il
- Pak Ch’ŏl Jin
- Ch’a Jong Hyŏk
- Pak Nam Ch’ŏl